# Onthophagus taurinus
Onthophagus taurinus é uma espécie de inseto do género Onthophagus, família Scarabaeidae, ordem Coleoptera.
Foi descrita cientificamente por White em 1844.